# Pami
Pami, Usermaatra Setepenamon Pamiy, Pamiy o Pimay, faraó de la dinastia XXII d'Egipte, o dinastia líbia, rei de Tanis de 773 a 767 aC. durant el Tercer període intermedi d'Egipte.

## Biografia
Fill de Sheshonq III i Tentamenopet. Té un fill: Sheshonq V, que el succeirà. Només governa sobre el Baix Egipte.
El regnat de Pami només va durar sis anys, i a la seva conclusió la situació es va deteriorar una mica més, imposant-se l'anarquia al Baix Egipte, deixant predir els principals esdeveniments que es desenvoluparan algunes dècades més tard i que trobaran el seu final amb la invasió cuixita.
És possible que estigui enterrat a la necròpoli reial de Tanis, ja que es va trobar allà un ushebti amb el seu nom.

### Testimonis de la seva època
Només s'han trobat alguns objectes del dignatari a l'àrea del delta del Nil.

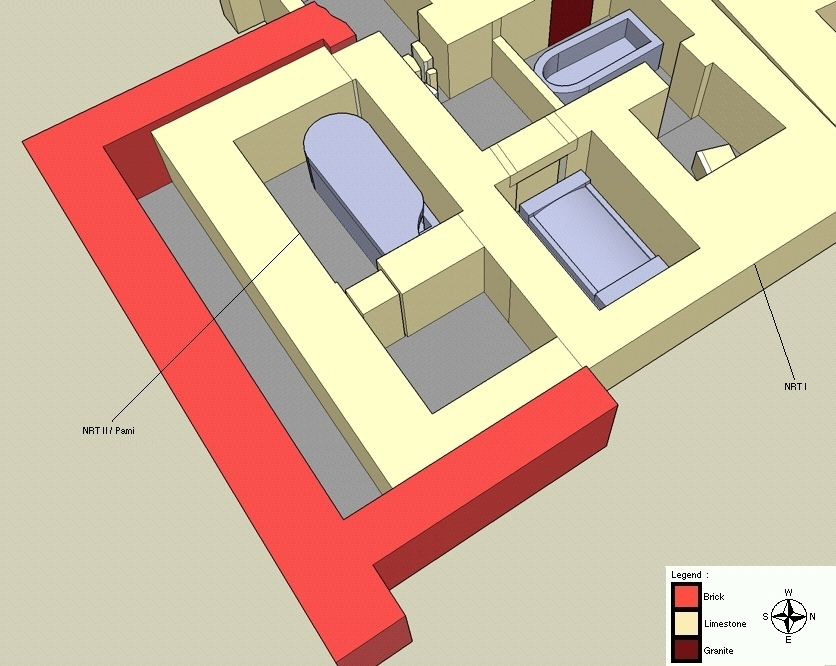
Tomba de Pami a Tanis.

- Estela del Serapeum de Saqqara, al Louvre.
- Es conserva al Museu Britànic una estatueta en bronze que representa el faraó Pami, coronat amb el hedyet i agenollat, en actitud respectuosa, oferint els pots Nou a una divinitat desconeguda.

Al 2º any del seu regnat, s'enterra un torus Apis en el Serapeum de Saqqara i a l'estela que va dipositar Pami sobre la paret del nínxol destinat al déu es precisa que Apis s'havia revelat l'any 28º de Sheshonq III i que en va viure 26 anys.
Aquesta preciosa informació permet establir una cronologia dels reis d'aquest període certificant així la durada del regnat del seu pare, i encara que algunes ciutats del Delta mostraven cada vegada més autonomia, la dinastia de Tanis posseïa el control de les institucions de l'estat i fins i tot el control del país fins a Memfis.